# Orobus
Orobus là một chi thực vật có hoa trong họ Đậu.